# Christian Stang
Christian Manfred Stang (* 1975 in Regensburg) ist ein deutscher Postbeamter, Fachbuchautor und Linguist. Er ist in der Orthografie- und Normberatungsstelle am Zentrum für Sprache und Kommunikation der Universität Regensburg tätig.
Stang erwarb sich seine linguistischen Kenntnisse im Selbststudium. Von der Deutschen Post AG wurde er an die Universität Regensburg abgeordnet, wo er als Orthografieberater aktiv ist. 2008 wurde ihm der Kulturförderpreis der Stadt Regensburg verliehen. Auch mit der Verdienstmedaille des Verdienstordens der Bundesrepublik Deutschland wurde er ausgezeichnet.

## Schriften (Auswahl)
- deutsch üben – Taschentrainer. Zeichensetzung. Hueber Verlag, Ismaning 2008, ISBN 978-3-19-107493-7.
- deutsch üben – Taschentrainer. „Das Gleiche ist nicht dasselbe!“ – Stolpersteine der deutschen Sprache. Hueber Verlag, Ismaning 2008, ISBN 978-3-19-257493-1.
- Die neue Rechtschreibung – kurz und einfach. Mit Duden-geprüfter Wörterliste. Anaconda Verlag, Köln 2014, ISBN 978-3-7306-0144-0.
- Duden Ratgeber – Zeichensetzung kompakt. Dudenverlag, Berlin 2015, ISBN 978-3-411-74352-0.
- Zweifelsfälle der deutschen Rechtschreibung. Praesens Verlag, Wien 2015, ISBN 978-3-7069-0835-1.
- Duden Ratgeber – Deutsche Rechtschreibung kompakt. Dudenverlag, Berlin 2016, ISBN 978-3-411-74332-2.